# جامعة تورنتو متروبوليتان
جامعة تورونتو متروبوليتان (رايرسون سابقا) هي جامعة عامة في كندا، تأسست عام 1948. تقع في مدينة تورونتو.

## تاريخ
في عام 1948، تأسست المؤسسة باسم معهد رايرسون للتكنولوجيا. في عام 1964، تمت إعادة تنظيمه بموجب التشريع الإقليمي وأُعيد تسميته إلى معهد رايرسون للفنون التطبيقية. بهذا الاسم، مؤسسة قدرات محدودة لمنح الدبلومات في الدورات السنوية لعام 1970. أعيد تنظيم المؤسسة لتصبح جامعة حقيقية في عام 1993، وأعيد تعميدها في جامعة رايرسون بوليتكنيك. في عام 2002، مرت سنوات عديدة بعد إنشاء مدرسة الدراسات العليا، واعتمدت الجامعة اسم جامعة رايرسون.
الاسم القديم لإجيرتون رايرسون (إنجليزي)، وزير التعليم الكندي في بداية القرن التاسع عشر.
في 26 أبريل 2022، أعلن مجلس محافظي المؤسسة عن تغيير الاسم إلى جامعة تورنتو الحضرية. لقد كان تغيير الاسم مطلوبًا لسبب دور رايرسون في إنشاء المتقاعدين من السكان الأصليين في كندا. تم افتتاح تمثال رايرسون الذي سيقام في الجامعة في 6 يونيو 2021

## وصف
تضم الجامعة أكثر من 20.000 طالب بدوام كامل في عام 2005 وهي الأكبر من بين 21 جامعة في كندا في فئة المرحلة الجامعية الأولى. وهي معروفة بشكل خاص ببرامجها الإعلامية مثل:
- الإذاعة والتلفزيون، التدريب الوحيد من نوعه منذ أربع سنوات في كندا
- الصحافة
- الهندسة المعمارية الداخلية
- فنون الصورة (السينما والتصوير الفوتوغرافي والوسائط الجديدة). يتضمن Creative AI Hub، حيث يتعلم الطلاب تطبيقات الذكاء الاصطناعي في الأفلام والوسائط ومركز Red Bull Gaming Hub، الذي يركز على تطبيقات التصميم الجديدة لألعاب الفيديو والإنتاج الافتراضي[9]

وتضم أيضًا أكبر مدرسة للتعليم المستمر للبالغين، تسمى مدرسة جي ريموند تشانغ للتعليم المستمر، والتي يبلغ عدد المسجلين فيها 60.000 طالب.
وفي عام 2006، حصلت الجامعة على المرتبة الخامسة بين الجامعات متوسطة الحجم في فئة "الاستعداد الوظيفي".
وفي أغسطس 2023، تم اختيار المؤسسة من بين أفضل 15 مدرسة سينمائية في العالم من قبل The Hollywood Reporter

## شخصيات مرتبطة بالجامعة
وفي عام 2017، كان هناك ما يقرب من 170 ألف خريج من جامعة رايرسون في جميع أنحاء العالم، وفقًا للجامعة. شارك خريجو جامعة تورنتو متروبوليتان في مجموعة واسعة من المجالات والتخصصات. من بين الخريجين الذين يشغلون أو شغلوا مناصب مهمة في عالم الأعمال، على سبيل المثال، مصممة الأزياء Aurora James. من الممثلين والممثلات المشهورين الذين التحقوا بالجامعة نينا دوبريف، ومينا مسعود، وإريك ماكورماك، وهانا سيمون، ونيا فاردالوس، وجاكلين ماكينيس وود. من بين الخريجين المشهورين في الفنون الأدبية لويز بيني وروبرت جيه سوير. ومن بين الشخصيات السياسية مارسي إين. المصرية شيرين العجرودي أكملت هناك دورة في الهندسة البيئية.
كما عمل عدد من الشخصيات البارزة في إدارة الجامعة أو أعضاء هيئة التدريس بها. ومن بين المتحدثين والأساتذة البارزين ديفيد كرومبي، وزير خارجية كندا، وجاك لايتون، الزعيم السابق للمعارضة الرسمية في كندا، ومارغريت ماكميلان، الأكاديمية والمؤرخة.

## وصلات خارجية
- الموقع الرسمي